# 田富郵便局
田富郵便局（たとみゆうびんきょく）は山梨県中央市にある郵便局。民営化前の分類では集配普通郵便局であった。

## 概要
住所：〒409-3899 山梨県中央市臼井阿原270-1

## 沿革
- 1874年（明治7年）7月1日 - 布施（ふせ）郵便取扱所として開設[1]。
- 1875年（明治8年）1月1日 - 布施郵便局（五等）となる。同年5月、小井川（こいかわ）郵便局に改称。
- 1885年（明治18年）10月1日 - 貯金取扱を開始。
- 1891年（明治24年）12月1日 - 為替取扱を開始。
- 1954年（昭和29年）12月1日 - 電話交換事務を小井川電話局に、同営業事務を甲府電話局に移管[2]。

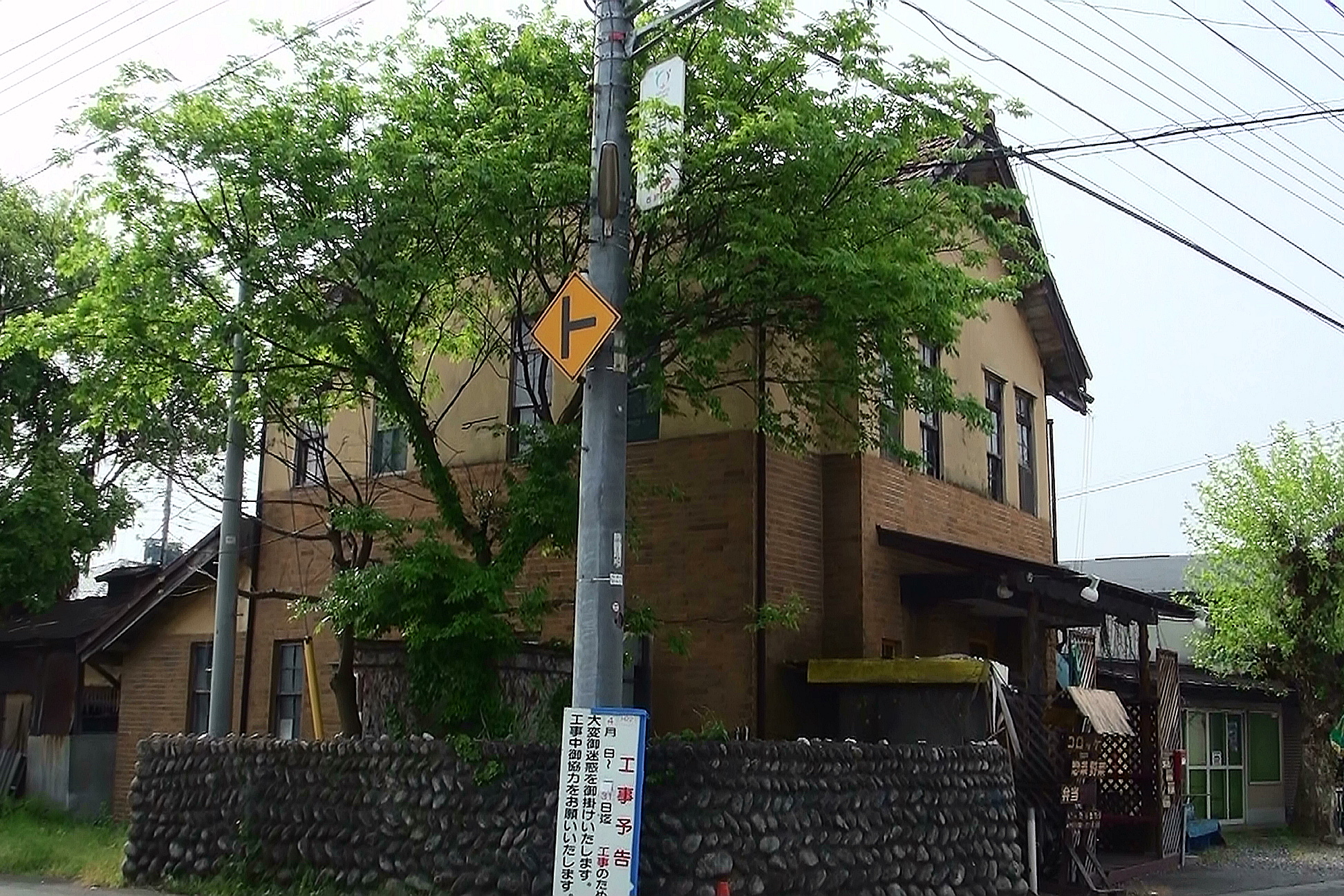
登録有形文化財、旧小井川郵便局舎

- 1958年（昭和33年）9月11日 - 田富郵便局に改称。
- 1975年（昭和50年）2月19日 - 和文電報配達業務を甲府電報電話局および市川大門電報電話局に移管。
- 1993年（平成5年）8月1日 - 特定郵便局から普通郵便局に局種別改定。
- 1993年（平成5年）10月17日 - 花輪簡易郵便局の廃止に伴い、取扱事務を承継。
- 1998年（平成10年）12月11日 - 旧小井川郵便局舎が登録有形文化財として登録される[3]。
- 2000年（平成12年）8月14日 - 外国通貨の両替および旅行小切手の売買に関する業務取扱を開始。
- 2003年（平成15年）9月22日 - 中巨摩郡田富町布施から同町臼井阿原に移転[4]。
- 2006年（平成18年）10月16日 - 市川大門郵便局から「409-36xx」区域の集配業務を移管[5]。
- 2007年（平成19年）2月26日 - 上九一色郵便局から集配業務の一部[6]を移管[7]。
- 2007年（平成19年）10月1日 - 民営化に伴い、併設された郵便事業田富支店に一部業務を移管。
- 2012年（平成24年）10月1日 - 日本郵便株式会社発足に伴い、郵便事業田富支店を田富郵便局に統合。

## 取扱内容
- 郵便、印紙、ゆうパック、内容証明
- 貯金、為替、振替、振込、国際送金、国債、投資信託
- 生命保険、バイク自賠責保険、自動車保険
- ゆうちょ銀行ATM
- 「409-38xx」区域（中央市（旧中巨摩郡玉穂町域、旧中巨摩郡田富町域）、中巨摩郡昭和町の全域）、「409-36xx」区域（西八代郡市川三郷町（旧西八代郡三珠町域、旧西八代郡市川大門町域））の集配業務
- ゆうゆう窓口

## 風景印
- 表記は『田富』
- 図案は県文化財『八幡穂見神社』・『粘土節の平打ち、杵、笠』・『稲穂』・『南アルプス』
- 使用開始日は1993年（平成5年）8月1日

### 過去の風景印
- 1984年（昭和59年）11月3日 - 1993年（平成5年）7月31日
  - 表記は『山梨田富』
  - 図案は県文化財『八幡穂見神社』・『粘土節の平打ち、杵、笠』・『稲穂』・『南アルプス』

## 周辺
- 中央市役所
- 中央市立田富図書館
- 田富市民体育館
- 釜無川

## アクセス
- JR身延線 東花輪駅から北西へ、小井川駅から南西へそれぞれ約1.5km（徒歩約18分）
- 山梨交通バス 中央市田富庁舎入口停留所下車
- 中部縦貫自動車道 南アルプスICから南東へ約4.5km、中央自動車道 甲府南ICから西へ約7.5km
- 駐車場あり：21台